# Демократична партія Кореї

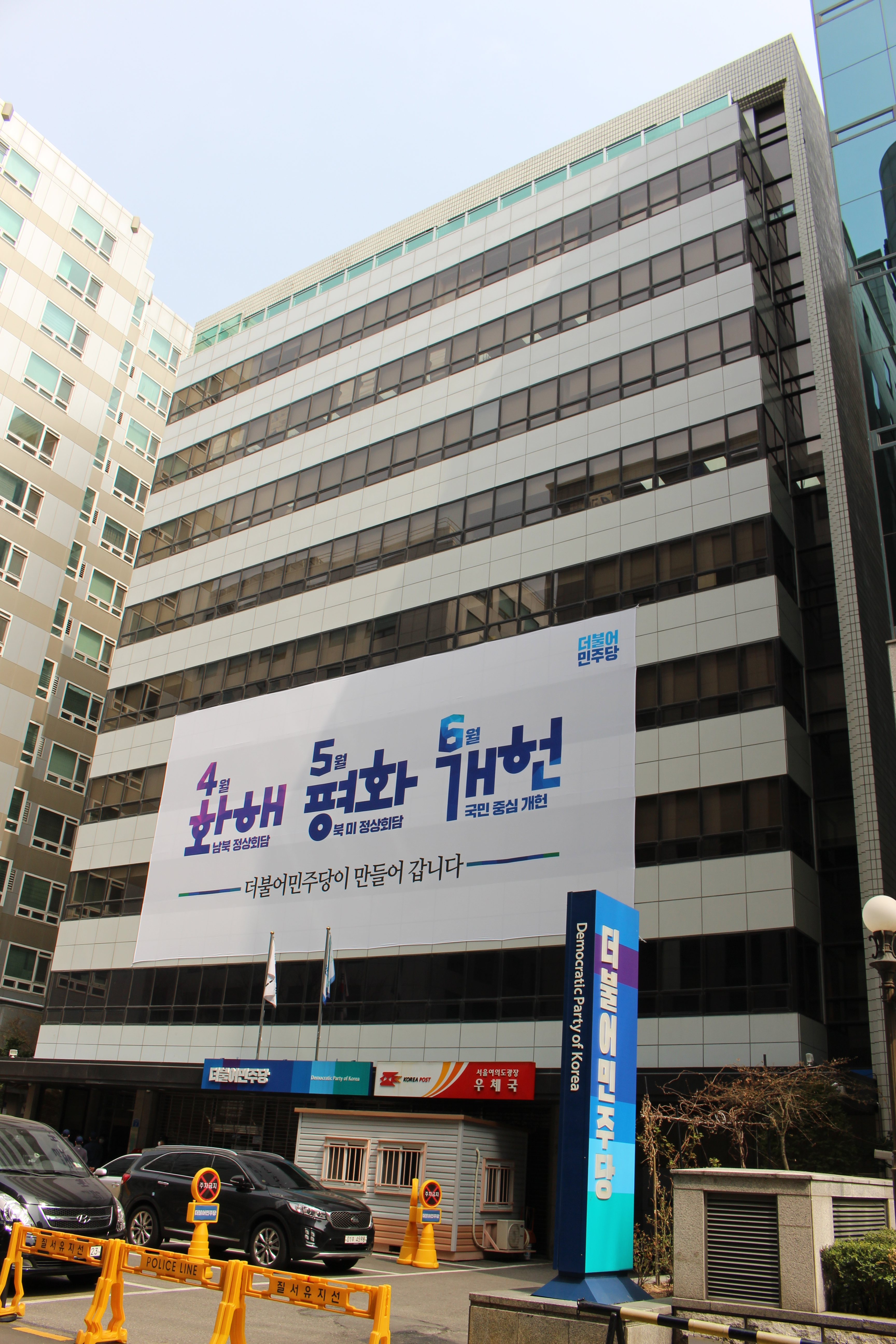
Штаб-квартира ДПК

Демократична партія Кореї (кор.: хангиль: 더불어민주당, ДПК), раніше відома як Новий Політичний Альянс за Демократію (кор.: хангиль: 새정치민주연합) — ліберально-центристська політична партія Південної Кореї. ДПК та її опонент, партія Сила народу, утворюють дві основні політичні партії Південної Кореї.

## Політичні позиції щодо інших держав

#### Японія
Партія виступає проти історичного ревізіонізму Японії та, як відомо, виступає за жертв японських воєнних злочинів. ДПК займає дуже націоналістичну позицію щодо Японії. Президент Мун Чже Ін сказав, що права людини жертв японського колоніалізму є важливим фактором у відносинах між двома країнами. Лідер партії Лі Чже Мьон у 2023 році заявив, що Корея повинна оголосити повну війну проти історичного ревізіонізму Японії.
Партія виступає проти спроб ремілітаризації Японії та перегляду її конституції, оскільки побоюється повернення японського імперіалізму. Політики партії виступають проти військового союзу з Японією, заявляючи, що «Японія не є союзником» Південної Кореї.

#### Північна Корея
Партія рішуче підтримує денуклеаризацію Корейського півострова і прагне до мирних відносин з Північною Кореєю. Партія також офіційно виступає за розширення співпраці з КНДР для створення основи для возз'єднання. Партія має сильну етнічну націоналістичну позицію, тому вони часто наголошують на «одній расі» з Північною Кореєю.